# Sörtjärnen (Ramsele socken, Ångermanland, 706361-153909)
Sörtjärnen är en sjö i Sollefteå kommun i Ångermanland och ingår i Ångermanälvens huvudavrinningsområde. Sjön har en area på 0,0806 kvadratkilometer och ligger 194,7 meter över havet.

## Delavrinningsområde
Sörtjärnen ingår i det delavrinningsområde (706486-153747) som SMHI kallar för Utloppet av Sörtjärnen. Medelhöjden är 231 meter över havet och ytan är 2,06 kvadratkilometer. Det finns inga avrinningsområden uppströms utan avrinningsområdet är högsta punkten. Vattendraget som avvattnar avrinningsområdet har biflödesordning 5, vilket innebär att vattnet flödar genom totalt 5 vattendrag innan det når havet efter 117 kilometer. Avrinningsområdet består mestadels av skog (75 procent). Avrinningsområdet har 0,08 kvadratkilometer vattenytor vilket ger det en sjöprocent på 3,8 procent.